# Yuzukoshō

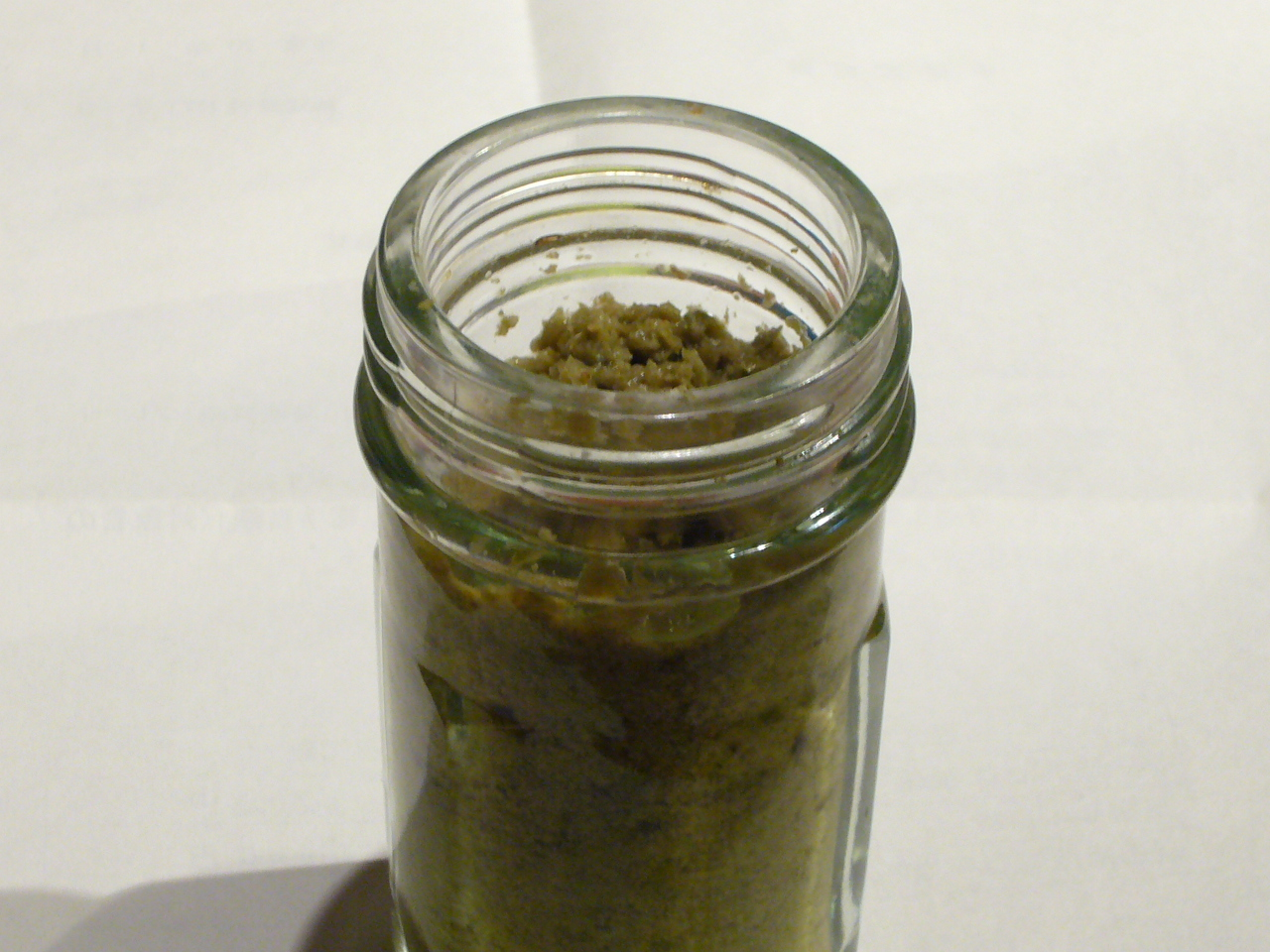
Una botella de yuzukoshō.

El yuzukoshō (柚子胡椒?  también yuzugoshō) es un tipo de condimento japonés. Consiste en una pasta hecha de pimiento chile, piel de yuzu y sal, que se deja entonces fermentar. Suele usarse como condimento para los platos nabemono, la sopa de miso y el sashimi. Los tipos más famosos de yuzukoshō proceden de Kyushu, donde es una especialidad local.

## Características
Los dos segundos kanjis del nombre, koshō, aluden normalmente a la pimienta negra; sin embargo, en dialecto de Kyushu se refieren a los pimientos chile. Normalmente se usan pimientos de chile verdes, pero algunas versiones emplean rojos. El yuzukoshō hecho de chiles verdes es de color verde, mientras el que emplea chiles rojos tiene un color naranja.

## Historia

### Origen
Varias teorías sostienen el yuzukoshō fue originalmente hecho en Hita, prefectura de Ōita, y en Soeda, prefectura de Fukuoka.
Una teoría sostiene que en varios pueblos de Hita se hizo popular el cultivo de yuzu, y en ellos el yuzukoshō había sido elaborado por familias desde mucho tiempo atrás. Otros sostienen que un jardín en el monte Hiko, una montaña situada entre Fukuoka y Oita y una de las tres montañas sagradas de Japón, tenía un árbol de yuzu del que los yamabushi crearon por primera vez el yuzukoshō. El proceso pasó de generación a generación de yamabushi.

### Popularidad
Originalmente el yuzukoshō era elaborado por familias, pero finalmente aparecieron en el mercado versiones producidas masivamente. Creció en popularidad tras ser ofrecido como suvenir por Yufuin Onsen, el famoso ryokan. Creció incluso más cuando Fundokin (フンドーキン?), un importante productor de shoyu y miso de Kyushu, empezó a fabricarlo. Recientemente se ha introducido en supermercados de la región de Kanto. En los últimos años, productores importantes como House Foods, S & B Foods, McCormick & Company y Lion Corporation han empezado a venderlo. Una versión de yuzukoshō en tubo ha aparecido en el mercado.

## Uso
Originalmente el yuzukoshō era usado en el nabemono, pero actualmente también se encuentra como condimento para la sopa de dango, udon, miso, sashimi, tempura y yakitori. Más aún, desde que estuvo disponible en todo Japón, se ha usado de varias formas diferentes. Por ejemplo, se emplea con espagueti, como aliño de ensalada, tonkatsu, ramen y shumai.
Los fabricantes a gran escala también han empezado a usarlo como condimento en sus productos. Calbee fabrica aperitivos tales como patatas chip condimentadas con yuzukoshō, pero solo se encuentran en algunos lugares. Ezaki Glico fabrica PRETZ con este sabor, y Meiji hace un aperitivo de maíz que solo se vende en Kyushu. Kameda hace chips de mochi frito y también senbei. Sin embargo, como los aperitivos no pueden contener mucha humedad, el sabor se crea combinando yuzu en polvo y pimentón, no usándose yuzukoshō auténtico. En Kyushu, se venden Kit Kats con sabor a yuzukoshō.